# ポートアーサー (テキサス州)

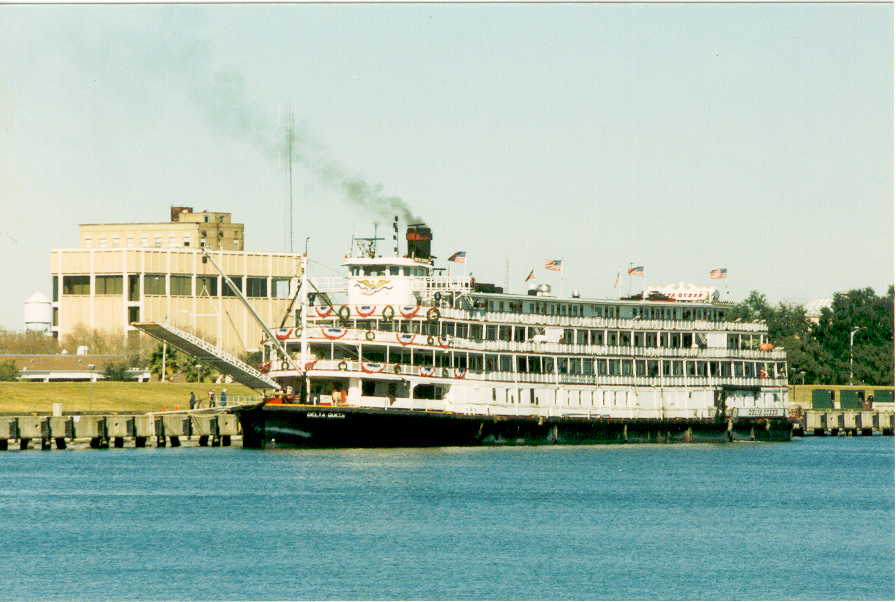
ポートアーサー市庁舎の前に停泊するデルタ・クイーン号

ジェファーソン郡内の位置

ポートアーサー（Port Arthur）は、アメリカ合衆国テキサス州のジェファーソン郡にある都市。人口は5万6039人（2020年） 。ボーモントの南東約28kmに位置し、テキサス・ルイジアナ州境に広がるサビーン湖に面している。また、市中心部の南東にはサビーン・ネッチ運河が掘られ、この運河をへだててプレジャー・アイランドという人工島が浮かんでいる。

## 地理
ポートアーサーは北緯29度53分6秒 西経93度56分24秒 / 北緯29.88500度 西経93.94000度に位置し、市域面積は214.8km²である。気候はメキシコ湾の暖流の影響を受けている亜熱帯性で、ケッペンの気候区分では温暖湿潤気候（Cfa）に属する。テキサス州内では最も降水量の多い地域であり、夏は非常に蒸し暑く、ハリケーンにも見舞われやすい。2005年9月には、ハリケーン・リタが市南端のサビーン・パス地区に上陸した。

## 歴史
テイラー・バイユーがサビーン湖に注ぐこの地には、1837年には既に、オーロラという名の町が形成されていた。1840年頃にはアルマンゾン・ハストンらによってオーロラの土地が宣伝されたが、プロジェクトは失敗に終わった。やがてジョン・スパークスが家族と共にこの地に移り住んでくると、この地はスパークスという名で知られるようになった。南北戦争の開戦直前に開通した、ボーモントとサビーン・パスを結ぶ東テキサス鉄道は、スパークスの4マイル西を通っており、この鉄道の通過点がかつてのハストンのプロジェクトにちなんでオーロラと呼ばれるようになった。南北戦争中に鉄道が撤去されると、このオーロラも次第に寂れていき、残った住民も1886年にハリケーンの襲来を受けてボーモントへ移住した。1895年頃には、このオーロラはゴーストタウンになっていた。その後、カンザス・シティ・サザン鉄道を建設したアーサー・エドワード・スティルウェルはこの地に新しい街を造り、自らの名を冠してポートアーサーと名付けた。20世紀に入り、ボーモントで油田が見つかって石油ブームに沸きあがると、それ以来、ボーモントと同様、ポートアーサーは石油精製の中心地へと成長してきた。しかしその一方で、石油化学産業による深刻な大気汚染が取りざたされたり、ポートアーサー港で原油流出事故が起こったりという問題も抱えてきた。

## 交通
ポートアーサーに最も近い商業空港は市の中心部から北西へ約12km、ポートアーサーとボーモントの中間に立地するジャック・ブルックス地域空港（旧名称: サウスイースト・テキサス地域空港、IATA: BPT）である。この空港にはアメリカン・イーグルによるダラス・フォートワース国際空港からの便のみが就航している。ポートアーサーには州間高速道路は通っていないが、国道69号線が北西に隣接するネダーランドから高速道路規格になっており、ボーモント市内で州間高速道路10号線と接続している。

## 教育
ポートアーサーには1999年にテキサス州立大学システムに編入された2年制のコミュニティ・カレッジ、レイマー州立大学ポートアーサー校が置かれている。K-12課程については、ポートアーサー市域の大部分はポートアーサー独立学区に、サビーン・パス地区はサビーン・パス独立学区にそれぞれ属している。

## その他
ポートアーサーはロックの歴史にその名を刻む女性ボーカリスト、ジャニス・ジョプリンや、「女子スポーツの母」と称されるベーブ・ディドリクソン＝ザハリアスを生んだ地でもある。

## 人口推移
以下にポートアーサー市における1900年から2010年までの人口推移をグラフおよび表で示す。都市圏の人口についてはボーモント (テキサス州)#都市圏人口を参照のこと。
| 統計年 | 人口     |
| ------ | -------- |
| 1900年 | 900人    |
| 1910年 | 7,663人  |
| 1920年 | 22,251人 |
| 1930年 | 50,902人 |
| 1940年 | 46,140人 |
| 1950年 | 57,530人 |
| 1960年 | 66,676人 |
| 1970年 | 57,371人 |
| 1980年 | 61,251人 |
| 1990年 | 58,724人 |
| 2000年 | 57,755人 |
| 2010年 | 53,818人 |

## 註
1. ↑  “Quickfacts.census.gov”. 2024年1月28日閲覧。
2. ↑  Wooster, Robert. Aurora, TX (Jefferson County). Handbook of Texas Online.
3. ↑  Hunt, Herschiel. The History of Port Arthur. Southern Publishing Concern. 1926年.
4. ↑  Rhor, Monica. Texas toxic town lures industry while residents wheeze. Associated Press. 2007年10月20日.
5. ↑  Gonzalez, Angel. Oil Spill Hits Texas Port. The Wall Street Journal. 2010年1月24日.
6. ↑  History. Texas State University System.